# Schoot (Eindhoven)
Schoot is een buurt in het stadsdeel Strijp in Eindhoven, in de Nederlandse provincie Noord-Brabant. Schoot behoort tot de wijk Oud-Strijp. Op 1 januari 2023 telde de buurt 3.545 inwoners, verdeeld over 2.170 woningen, met een gemiddelde WOZ-waarde van € 289.000, op een oppervlakte van 0,39 km².